# Любоя, Даниел
Да́ниел Лю́боя (серб. Данијел Љубоја; 4 сентября 1978, Винковци, СФРЮ) — сербский футболист, нападающий.

## Клубная карьера
Играл за молодёжные клубы «Цибалия», «Осиек» и белградскую «Црвену Звезду». В 1998 году перешёл в французский «Сошо». В течение двух лет игры за клуб забил 20 мячей в 64 матчах. Перед стартом сезона 2000/01 Даниел перешёл в «Страсбур», в составе которого забил 34 мяча в 123 матчах. В зимнее трансферное окно 2003/04 года Любоя перешёл в столичный «Пари Сен-Жермен». В 42 матчах за «ПСЖ» забил 7 мячей. В том же сезоне сыграл 5 матчей в Лиге чемпионов. В 2005 году на правах аренды перешёл в немецкий «Штутгарт», где играл в нападении в паре с Йон-Даль Томассоном. В августе 2006 года Даниел на правах аренды перешёл в «Гамбург». Отыграв полтора сезона в «Гамбурге» в январе 2008 года Любоя был отдан в аренду в «Вольфсбург». В июле 2008 года вернулся в «Штутгарт», но был отдан в фарм-клуб команды — «Штутгарт II». После четырёх лет в Германии 23 июля 2009 года игрок вернулся во Францию, где подписал контракт с клубом «Гренобль». 31 августа 2010 года Любоя перешёл в «Ниццу», подписав контракт на один сезон. В новом клубе дебютировал 12 сентября в домашнем матче против «Бордо». Первый гол за «Ниццу» Даниэль забил 25 сентября в матче против «Ренна». В сезоне 2013/14 выступал за «Ланс» которому помог выйти в Лигу 1. 9 августа 2014 года расторг контракт с «кроваво-золотыми».

## Международная карьера
В составе сборной Сербии и Черногории провёл 19 матчей и забил один мяч. Участник чемпионата мира в Германии.

## Достижения
- Чемпион Польши (1): 2012/13
- Обладатель Кубка Франции — 2001, 2004
- Обладатель Кубка Польши — 2012, 2013
- Серебряный призёр чемпионата Франции — 2004
- Серебряный призёр Лиги 2 — 2001/02
- Финалист Суперкубка Франции — 2001, 2004